# Малабарски хоплиас
Малабарските хоплиаси (Hoplias malabaricus) са вид актиноптери от семейство Erythrinidae.
Срещат се в сладководните басейни в Южна и Централна Америка. Те са незастрашен вид.
Таксонът е описан за пръв път от Маркус Елиезер Блох през 1794 година.